# Muddanahalli, Shikarpur
Muddanahalli là một làng thuộc tehsil Shikarpur, huyện Shimoga, bang Karnataka, Ấn Độ.